# Назарій (Кирилов)
Митрополит Назарій (у миру Микола Кирилов; 4 (16) грудня 1850, Новочеркаськ — 2 липня 1928, Одеса) — єпископ Російської православної церкви, митрополит Курський і Обоянський .

## Життєпис
Народився 4 грудня 1850 року в сім'ї священика Донської єпархії.
В 1867 закінчив Новочеркаське духовне училище і в 1873 закінчив Донську духовну семінарію зі званням студента.
19 травня 1874 року висвячений на священика до Миколаївської церкви станиці Богаївської і 4 червня призначений законовчителем Богаївського парафіяльного училища.
У 1876 році овдовів і вступив до Київської духовної академії, курс якої закінчив у 1880 році зі ступенем кандидата богослов'я.
З 31 серпня 1880 — вчитель Катеринодарського духовного училища.
З 26 червня 1881 переведений законоучителем реального училища в Ростов-на-Дону, одночасно викладач педагогіки в Катерининській жіночій гімназії.
З 1 січня 1883 — законовчитель Новочеркаської чоловічої гімназії. Діловод Донського єпархіальної училищної ради, голова ради Донського єпархіального жіночого училища, нагороджений наперсним хрестом (1891).
У 1892 році пострижений у чернецтво і призначений ректором Ставропольської духовної семінарії зі зведенням у сан архімандрита.
У вересні 1893 року була найвищо затверджена доповідь Святішого Синоду про висвячення його на єпископа Кириловського, вікарія Новгородської єпархії.
24 жовтня в Олександро-Невській Лаврі хіротонізований на єпископа Кириловського.
13 листопада 1893 — єпископ Гдовський, другий вікарій Санкт-Петербурзької єпархії, голова ради Братства Пресвятої Богородиці.
З 21 жовтня 1897 — єпископ Олонецький і Петрозаводський.
В 1899 році засновник і перший голова Олонецького відділу Імператорського православного палестинського товариства, пожертвував особисті кошти на будівництво Братського будинку для народних читань.
З 20 січня 1901 року — єпископ Нижегородський та Арзамаський . Нагороджений панагією з дорогоцінним камінням, голова Нижегородського відділу Імператорського православного палестинського товариства, учасник огляду мощей преподобного Серафима Саровського (1901).
12—26 липня 1908 був головою відділу старообрядництва 4-го Всеросійського місіонерського з'їзду в Києві.
6 травня 1909 року зведений у сан архієпископа.
З 1909 — почесний член Казанської духовної академії.
З 13 серпня 1910 року — архієпископ Полтавський та Переяславський, голова Полтавського відділу Імператорського православного палестинського товариства.
З 8 березня 1913 року — архієпископ Херсонський та Одеський.
З 1914 року голова відділу церковно-парафіяльних шкіл при Синоді та Одеського відділу Імператорського православного палестинського товариства, почесний член Московської духовної академії.
Нагороджений орденами св. Володимира III (1894) та II (1906) ступеня, св. Анни І ступеня (1898), св. Олександра Невського (1912).
Член Помісного Собору Православної Російської Церкви за посадою, потім за особливою постановою Собору брав участь у всіх трьох сесіях, голова XIV, член III, V, VII відділів.
28 вересня 1917 року як людину «старих переконань» звільнено на спокій із призначенням настоятелем Симонова монастиря міста Москви.
З 1919 року призначений тимчасовим керуючим Курською єпархією. З 1920 року — архієпископ Курський та Обоянський.
У 1920 році заарештований у Курську, перевезений до Москви і ув'язнений, але незабаром звільнений.
У 1921 році зведений у сан митрополита.
У 1923 році звільнений на спокій на прохання.
У 1925 році знову призначений митрополитом Курським та Обоянським.
Серед 25 архіпастирів підписав у квітні 1926 року судження щодо діяльності «григоріанців» із схваленням позиції митрополита Сергія (Страгородського).
У 1926 році відслужив панахиду за померлим обновленським митрополитом Тихоном, але потім на вимогу єпископів Павлина і Афанасія покаявся в цьому перед народом.
В 1927 був заарештований і засуджений до 3 років концтабору умовно. Вийшов на спокій у лютому 1928 року, залишивши курскою пастві духовний заповіт.
Був похований на 2-му християнському цвинтарі в Одесі, з 1987 року останки спочивають на братському цвинтарі одеського Свято-Успенського монастиря (на плиті помилкова дата смерті — 22 липня 1928 року).

## Твори
- Критика занимаемого католическими богословами мнения, что апостол Петр в продолжение 25 лет был Римским епископом // ИР НБУВ. Ф. 304. Д. 763.
- Письмо к И. Н. Королькову // ИР НБУВ. Ф. 162. Д. 522. Л. 1–4.
- Речь при наречении его во епископа // Прибавление к «Церковным ведомостям», 1893 г., № 44, с. 1586—1587.
- Телеграмма; Речь на первой литургии в кафедральном соборе; Распоряжения // Нижегородские епархиальные ведомости. 1901. № 4–5, 17–18, 22.
- Предложение настоятелям церквей и церковным старостам; Слово в день памяти преподобного и богоносного отца нашего Серафима, Саровского чудотворца // Нижегородские епархиальные ведомости. 1903. № 5, 16.
- Настоятелям монастырей и церквей // Нижегородские епархиальные ведомости. 1904. № 4.
- К вопросу о клятвах Антиохийского патриарха Макария и Собора 1656 на знаменующихся двуперстно. Киев, 1910.
- Прощание высокопреосвященнейшего Назария с нижегородской паствой // Нижегородский церковно-общественный вестник. 1910. № 35.
- Распоряжение по поводу анонимных писем; Речь; Предложение о замещении законоучительских должностей // Херсонские епархиальные ведомости. 1913. № 7–8.
- Речь, произнесенная в Одесском кафедральном соборе при вручении жезла новохиротонисанному епископу Прокопию // Прибавление к «Церковным Ведомостям» 1914, № 41, с. 1743.
- К духовенству // Херсонские епархиальные ведомости. 1915. № 6.
- Обращение к пастырям и пастве // Херсонские епархиальные ведомости. 1917. № 5.
- Телеграмма В. Н. Львову; Предложение // Херсонские епархиальные ведомости. № 6, 11.
- Прощальное послание к пастве // Всероссийский церковно-общественный вестник. 1917. 15 ноября.
- Письма к митр. Флавиану и Патриарху Тихону // Дёгтева О., Тихон (Затёкин), архим. Святители земли Нижегородской. Н. Новгород, 2003.